# Bricherasio
Bricherasio (Bricheras in piemontese, Bricairàs in occitano, Briqueras in francese) è un comune italiano di 4 603 abitanti della città metropolitana di Torino in Piemonte.
Si trova all'imbocco della Val Pellice e fa parte dell'Unione Montana del Pinerolese.
Il suo nome viene fatto derivare secondo alcuni dal nome celtico di persona Briccarius o Brittgarius, secondo altri dal termine brich, che in lingua piemontese vuol dire "altura".

## Geografia fisica
Il comune di Bricherasio si estende su un territorio compreso tra i 328 ed i 1161 m s.l.m.. L'escursione altimetrica complessiva risulta essere pari a 833 metri. Il territorio comunale è attraversato dal torrente Pellice e dal torrente Chiamogna, un suo affluente.

## Storia
La prima testimonianza storica dell'esistenza di un centro denominato "Bricarasio" risale al 1159 e consiste nel nome di un "Guglielmus de Bricarasio" che fece da teste in una donazione in favore dell'abbazia di Staffarda disposta dai signori di Luserna. Tracce di insediamenti precedenti si possono comunque ritrovare sia in epoca preistorica (incisioni rupestri sulle pendici del monte Vandalino) sia in età romana (monete e mattoni).
Il nucleo primitivo del paese si trovava in posizione discosta, presso l'attuale abitato di San Michele; la presenza dei pedaggi, la scomodità delle comunicazioni e la diffusione del commercio attraverso le vie della Val Pellice fecero sì che nel 1324 fosse fondata presso la collina del Castello, dove ha sede ora il capoluogo, la nuova Bricherasio.
Il centro, che fin dal 1243 aveva giurato fedeltà ai Savoia-Acaja di Pinerolo, si sviluppò anche grazie alla conquista dell'autonomia comunale nel 1291 ed alle franchigie, ai privilegi e alle esenzioni concesse dal principe Filippo d'Acaja. Nel 1360 la sconfitta di Giacomo d'Acaja nella guerra contro Amedeo di Savoia determinò un cambio di signoria per Bricherasio, che fu concessa in feudo ad una famiglia di origini monferrine, i Cacherano.
Sotto il loro benevolo controllo Bricherasio conobbe un silenzioso ma cospicuo sviluppo commerciale ed economico, che trovò il suo momento di spicco nella redazione nel 1467 degli Statuti comunali contenenti le consuetudini giuridiche e i privilegi ottenuti dal comune nei secoli.
Il XVI secolo chiuse l'epoca di grande prosperità ed aprì il momento della crisi: Spagnoli e Francesi in lotta sulla terra italiana per conquistare l'egemonia in Europa devastarono a più riprese le terre bricherasiesi finché un contingente francese giunse ad assediare e a costringere alla resa una prima volta la fortezza nel 1537.
Il fatto d'armi che resta però indelebilmente nella storia di Bricherasio è il grande assedio del 1594. 
L'ascesa al trono di Savoia del duca Carlo Emanuele I significò per il Piemonte un periodo di guerre con la Francia. In particolare la conquista del Marchesato di Saluzzo ed il tentativo di espansione in Provenza fu pagato a caro prezzo.
Un esercito agli ordini del duca di Lesdiguières penetrò nel 1592 in val Chisone, occupò Perosa Argentina e si insediò a Bricherasio, ricostruendo e potenziando con sei bastioni ed altrettanti cannoni la fortezza distrutta 57 anni prima.
Dopo alterne vicende militari ed un fallito assedio, il 18 settembre 1594 comparve sotto le mura di Bricherasio un esercito ducale composto da circa 10.000 soldati lombardi, piemontesi, svizzeri e spagnoli e pose l'assedio alla potente rocca difesa da soli 800 soldati stremati dalle malattie e dalla fame.
Il duca stesso guidò le operazioni allestendo una potente batteria che negli ultimi momenti giunse a contare 18 pezzi.
Nonostante la preponderanza delle forze savoiarde e la disparità di mezzi i Francesi si difesero come leoni e resistettero per un mese ottenendo la resa il 23 ottobre con l'onore delle armi. La dura battaglia, cantata da poeti e celebrata dall'incisione del pittore di corte dei Savoia Caracca (Johan Kraeck), costò forti perdite alla popolazione civile, ridotta a soli 349 sopravvissuti, e provocò ingenti distruzioni in tutto il paese, come riferiscono le cronache del tempo.
Le guerre che sconvolsero l'Europa nel Seicento portarono i loro lutti anche a Bricherasio; il castello fu preso e perduto varie volte e il paese fu riconsegnato ai Savoia solo nel 1630 in condizioni deplorevoli: i mulini erano distrutti, la peste mieteva vittime, l'80 % della superficie delle campagne era rovinata, i sette decimi del paese devastati. Proprio in conseguenza di un tale disastro Bricherasio venne ricostruita e modificò la propria topografia.
Alle contese politiche si aggiunsero i contrasti religiosi tra cattolici e valdesi, che provocarono morti e distruzioni; un eccidio, che costò la vita ad 80 abitanti, fu perpetrato dalla teppaglia francese del colonnello Sailly nel 1690; finalmente con la conclusione della guerra di successione spagnola nel 1714 si chiuse per Bricherasio l'epoca più buia. Durante il Settecento riprese vigore l'agricoltura, fu ricostruito ed abbellito il paese, le attività economiche ebbero nuovo impulso.
La Rivoluzione francese fece sentire i suoi effetti anche nella bassa Val Pellice ed a Bricherasio nel 1797 furono cacciati i Cacherano e proclamata la fedeltà al governo provvisorio repubblicano del Piemonte. La Restaurazione del 1814 vide il ritorno dei Cacherano; la partecipazione gioiosa alle notizie dei moti del 1848 e i festeggiamenti dedicati alla spedizione di Garibaldi testimoniarono la passione dei Bricherasiesi per gli eventi risorgimentali.
Il paese si sviluppò grazie anche all'opera di personaggi illustri come il generale Filippo Brignone ed Edoardo Giretti: furono migliorate le scuole, sistemato l'ospedale e organizzato l'asilo infantile. Crebbero le industrie: la seta, i distillati ed il cioccolato assunsero un peso assai significativo nell'economia locale, mentre l'arrivo delle linee ferroviarie favorì le comunicazioni con il resto del Piemonte.
Il periodo fascista vide un irrigidimento della vita pubblica e durante la resistenza si assisté sia ad episodi eroici sia a crudeli eccidi. Tra questi ricordiamo quello della borgata Badariotti, in cui il 18 novembre 1944 truppe tedesche e italiane della repubblica di Salò sterminarono durante un'azione di rastrellamento un'intera innocente famiglia.Il boom economico con lo sviluppo dell'industria edile, la trasformazione dell'ospedale in casa di riposo e la costruzione della scuola media del capoluogo contribuirono a rendere Bricherasio un paese moderno e dotato di tutti i servizi, che continua la sua crescita anche oggi.

### Simboli
Lo stemma è stato concesso con regio decreto del 22 maggio 1930.
Il gonfalone, concesso con RD del 21 dicembre 1936, è un drappo di azzurro.

## Monumenti e luoghi di interesse

### Chiese
•Chiesa parrocchiale

### Ville e palazzi

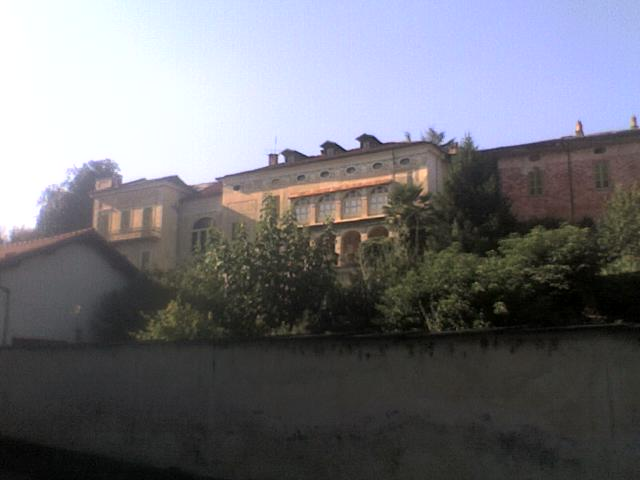
Palazzo Ricca di Castelvecchio visto da via Roma

- Palazzo dei Conti di Bricherasio: si trova all'ingresso del paese. Insieme a palazzo Castelvecchio (famiglia che è sempre stata rivale dei Cacherano per il controllo del feudo) è il più illustre palazzo di Bricherasio. Risalente al XVII secolo, in origine era una casa popolana e venne ampliata in stile barocco nel Settecento dalla nobile famiglia dei Cacherano. Dagli anni ottanta il palazzo è proprietà dei conti Calleri di Sala. Alla villa è annesso un grande parco di diversi ettari.

- Palazzo Castelvecchio: risalente al XVI secolo. In origine era composto da due case ad elle e venne ampliato dalla famiglia Ricca verso il centro cittadino, prima nel Seicento, poi ingrandito a metà Ottocento ed infine venne completamente restaurata la facciata verso il giardino nel 1910 in stile Liberty. Il palazzo oggi è di proprietà dei baroni Andreis, ereditato negli anni ottanta da una cugina, l'ultima contessa di Castelvecchio.

- Villa Daneo: la villa è proprietà della famiglia Daneo ed oggi è sede del consolato di Danimarca in Piemonte e Valle d'Aosta.

- Villa Viancino: antica residenza della famiglia Viancino, conti di Viancino. Vi soggiornò san Giovanni Bosco, ospitato più volte dai conti. L'ultima contessa di Viancino sposò il conte di Castelvecchio e così la villa diventò di proprietà dei conti Ricca. Oggi la villa è divisa in appartamenti. Alla villa era annesso il parco adiacente e il belvedere.

- Belvedere conte Viancino: edificio a pianta pentagonale. Venne costruito sulla collina del castello nel corso dell'Ottocento dai conti Viancino di Viancino, antichi proprietari del parco dove oggi sorge l'edificio. Abbandonato a fine Novecento e restaurato completamente agli inizi del Duemila. Oggi è proprietà pubblica.

## Economia
La zona è importante per la produzione di frutta e per la viticoltura.
I vini prodotti dall'azienda vinicola "Il Tralcio" hanno ottenuto il riconoscimento DOC per i vini da tavola rosso e rosato con la dicitura Pinerolese; altri vini DOC prodotti sono il Doux d'Henry, il Ramiè, la Barbera, la Bonarda, la Freisa e il Dolcetto.
Tra gli altri prodotti ricordiamo mele, kiwi e funghi.
La tradizionale economia agricola è affiancata da piccole industrie (cuscinetti a sfera, materiale elettrico e prodotti tessili).
Sul territorio sono presenti oltre 120 attività industriali (con quasi 1 000 addetti), oltre 130 attività di servizio e 25 attività amministrative.
Risultano occupati complessivamente 1 447 individui, pari al 36,00% del numero complessivo di abitanti del comune.

## Società

### Evoluzione demografica
Abitanti censiti

### Etnie e minoranze straniere
Secondo i dati Istat al 31 dicembre 2017, i cittadini stranieri residenti a Bricherasio sono 181, così suddivisi per nazionalità, elencando per le presenze più significative:
1. Romania, 83
2. Cina, 35

## Amministrazione
Di seguito è presentata una tabella relativa alle amministrazioni che si sono succedute in questo comune.
| Periodo | Periodo   | Primo cittadino  | Partito                       | Carica  | Note       |
| ------- | --------- | ---------------- | ----------------------------- | ------- | ---------- |
| 1985    | 1990      | Claudio Bonansea | Democrazia Cristiana          | Sindaco |            |
| 1990    | 1995      | Emilio Bolla     | liste civiche centro-sinistra | Sindaco |            |
| 1995    | 1999      | Emilio Bolla     | liste civiche centro-sinistra | Sindaco | II mandato |
| 1999    | 2004      | Luigi Bosio      | liste civiche centro-sinistra | Sindaco |            |
| 2004    | 2009      | Luigi Bosio      | lista civica                  | Sindaco | II mandato |
| 2009    | 2014      | Ilario Merlo     | lista civica                  | Sindaco |            |
| 2014    | 2019      | Ilario Merlo     | lista civica                  | Sindaco | II mandato |
| 2019    | 2024      | Simone Ballari   | lista civica                  | Sindaco |            |
| 2024    | in carica | Simone Ballari   | lista civica                  | Sindaco | II mandato |

### Gemellaggi
- Bell Ville, dal 1998
- Chorges, dal 2003

## Infrastrutture e trasporti
La stazione di Bricherasio era posta sulla linea Pinerolo-Torre Pellice e fra il 1885 e il 1984 fungeva altresì da località di diramazione della ferrovia Bricherasio-Barge. Fu in esercizio fra il 1882 e il 2012, anno a partire dal quale il superstite traffico sulla linea per Torre Pellice venne soppresso, privando la località di servizi ferroviari.